# Olympische Sommerspiele 1932/Leichtathletik – 110 m Hürden (Männer)
Der 110-Meter-Hürdenlauf der Männer bei den Olympischen Spielen 1932 in Los Angeles wurde am 2. und 3. August 1932 im Los Angeles Memorial Coliseum ausgetragen. Siebzehn Athleten nahmen teil. Erstmals kamen bei Olympischen Spielen Startpistolen, elektronische Zeitnahme und Zielfotos zum Einsatz, die elektronische Zeitnahme allerdings nur inoffiziell.
Olympiasieger wurde der US-Athlet George Saling vor seinem Landsmann Percy Beard. Der Brite Don Finlay gewann die Bronzemedaille.

## Rekorde

### Bestehende Rekorde

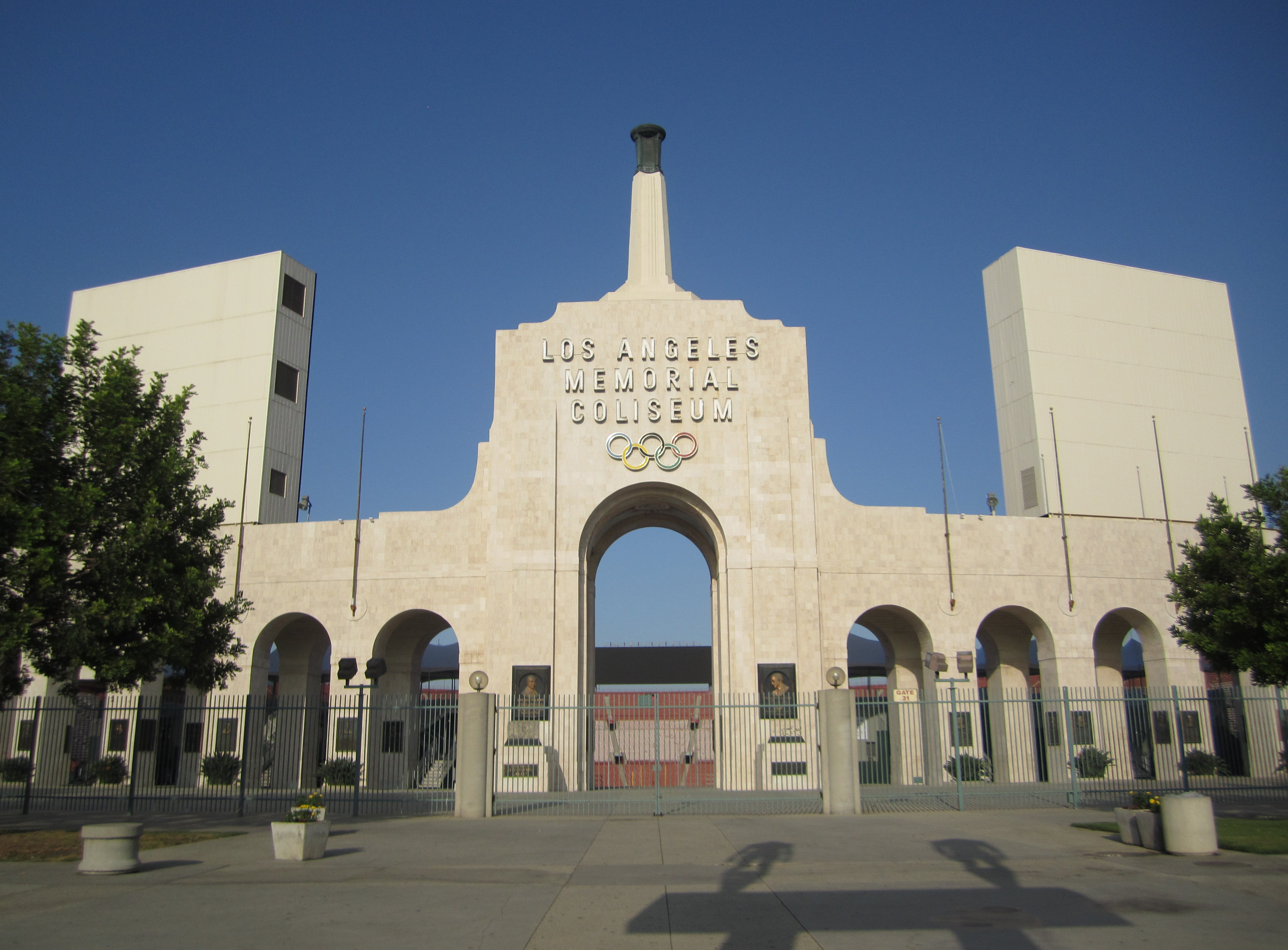
Eingang zum Los Angeles Memorial Coliseum

| Weltrekord         | 14,4 s | Eric Wennström ( Schweden)                      | Stockholm, Schweden                          | 25. August 1929   |
| Weltrekord         | 14,4 s | Bengt Sjöstedt ( Finnland)                      | Cambridge (Massachusetts), USA               | 5. September 1931 |
| Weltrekord         | 14,4 s | Percy Beard ( USA)                              | Helsinki, Finnland                           | 18. Juni 1932     |
| Weltrekord         | 14,4 s | Jack Keller ( USA)                              | Palo Alto, USA                               | 18. Juni 1932     |
| Olympischer Rekord | 14,6 s | George Weightman-Smith ( Südafrikanische Union) | drittes Halbfinale OS Amsterdam, Niederlande | 31. Juli 1928     |

### Rekordverbesserungen / -egalisierung
Es gab zwei Rekordverbesserungen und eine -egalisierung.
- Olympischer Rekord (Verbesserungen):
  - 14,5 s – Jack Keller (USA), erstes Halbfinale am 2. August
  - 14,4 s – George Saling (USA), zweites Halbfinale am 2. August
- Weltrekord (Egalisierung):
  - 14,4 s – George Saling (USA), zweites Halbfinale am 2. August

## Durchführung des Wettbewerbs
Am 2. August traten die Läufer zu vier Vorläufen an. Die jeweils drei schnellsten Athleten – hellblau unterlegt – qualifizierten sich für das Halbfinale am selben Tag. Aus den beiden Vorentscheidungen kamen die jeweils drei Erstplatzierten – wiederum hellblau unterlegt – in das Finale am 3. August.
Auch in diesem Wettbewerb war die Einteilung der Vorläufe von Ungerechtigkeiten gekennzeichnet. Es gab zwei Rennen mit jeweils vier Teilnehmern, von denen jeweils einer auf der Strecke blieb. In einem Lauf starteten nur drei Wettbewerber, die alle nur bequem ins Ziel zu laufen hatten, um die nächste Runde zu erreichen. Das dritte Rennen war mit sechs Läufern besetzt, drei von ihnen schieden aus.
Anmerkung:

Die elektronische Zeitmessung wurde bei diesen Spielen bereits eingesetzt, war jedoch inoffiziell. Die offiziellen Zeiten ergaben sich alleine aus den handgestoppten Werten. Die hier angegebenen Laufzeiten sind die handgestoppten Ergebnisse aus dem offiziellen Bericht. Die inoffiziellen Resultate der elektrischen Zeitnahme sind, soweit vorhanden, in der Anmerkung aufgeführt.

## Vorläufe
Datum: 2. August 1932

### Vorlauf 1
| Platz | Name           | Nation          | Zeit   | Anmerkung |
| ----- | -------------- | --------------- | ------ | --------- |
| 1     | Percy Beard    | USA             | 14,7 s |           |
| 2     | Roland Harper  | Großbritannien  | 14,9 s |           |
| 3     | Erwin Wegner   | Deutsches Reich | 15,1 s |           |
| 4     | Sylvio Padilha | Brasilien       | 15,4 s |           |

### Vorlauf 2
| Platz | Name           | Nation         | Zeit   | Anmerkung |
| ----- | -------------- | -------------- | ------ | --------- |
| 1     | Don Finlay     | Großbritannien | 14,8 s |           |
| 2     | George Saling  | USA            | 15,0 s |           |
| 3     | Tatsuzo Fujita | Japan          | 15,1 s |           |

### Vorlauf 3
| Platz | Name              | Nation          | Zeit   | Anmerkung |
| ----- | ----------------- | --------------- | ------ | --------- |
| 1     | Willi Welscher    | Deutsches Reich | 14,8 s |           |
| 2     | Bengt Sjöstedt    | Finnland        | 14,9 s |           |
| 3     | Bunoo Sutton      | Britisch-Indien | 15,1 s |           |
| 4     | Arthur Ravensdale | Kanada          | 15,2 s |           |
| 5     | Antônio Giusfredi | Brasilien       | 15,3 s |           |
| 6     | Federico Gamboa   | Mexiko          | 15,4 s |           |

### Vorlauf 4
| Platz | Name              | Nation         | Zeit   | Anmerkung |
| ----- | ----------------- | -------------- | ------ | --------- |
| 1     | Jack Keller       | USA            | 14,9 s |           |
| 2     | Christos Mantikas | Griechenland   | 15,1 s |           |
| 3     | David Burghley    | Großbritannien | 15,1 s |           |
| 4     | Roberto Sánchez   | Mexiko         | 15,7 s |           |

## Halbfinale
Datum: 2. August 1932

### Lauf 1

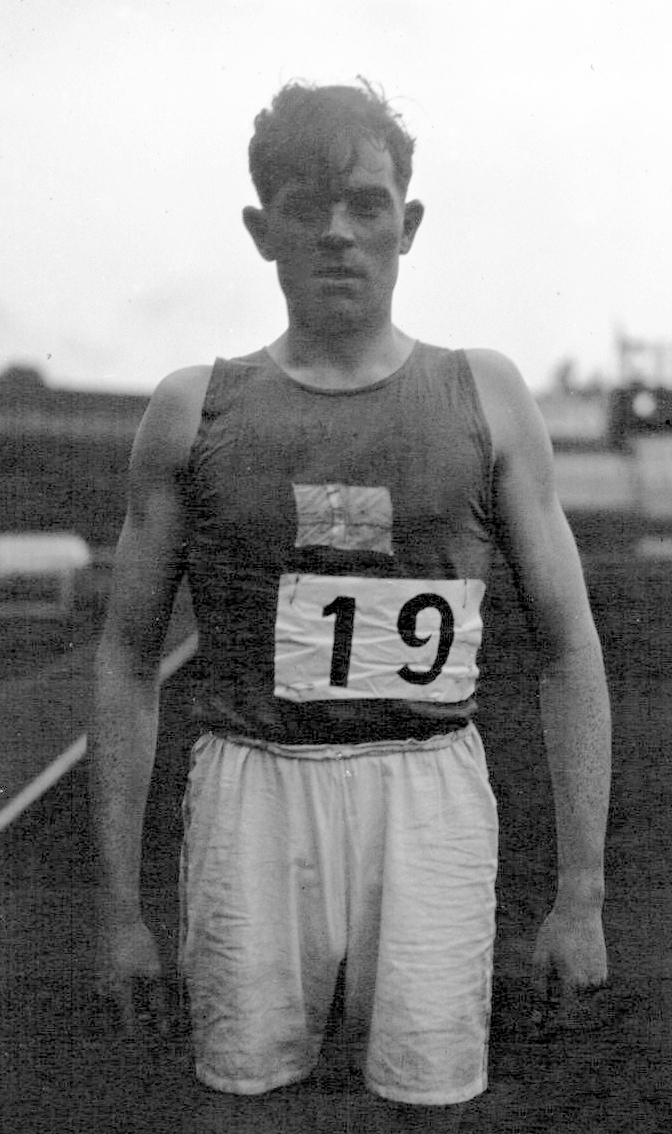
Bengt Sjöstedt, Mitinhaber des Weltrekords, schied als Fünfter des ersten Halbfinals aus

| Platz | Name           | Nation          | Zeit   | Anmerkung |
| ----- | -------------- | --------------- | ------ | --------- |
| 1     | Jack Keller    | USA             | 14,5 s | OR        |
| 2     | David Burghley | Großbritannien  | 14,6 s |           |
| 3     | Don Finlay     | Großbritannien  | 14,6 s |           |
| 4     | Bunoo Sutton   | Britisch-Indien | k. A.  |           |
| 5     | Bengt Sjöstedt | Finnland        | k. A.  |           |
| 6     | Erwin Wegner   | Deutsches Reich | k. A.  |           |

### Lauf 2
| Platz | Name              | Nation          | Zeit              | Anmerkung         |
| ----- | ----------------- | --------------- | ----------------- | ----------------- |
| 1     | George Saling     | USA             | 14,4 s            | WRe / OR          |
| 2     | Percy Beard       | USA             | 14,6 s            |                   |
| 3     | Willi Welscher    | Deutsches Reich | 14,8 s            |                   |
| 4     | Tatsuzo Fujita    | Japan           | 14,8 s            |                   |
| 5     | Roland Harper     | Großbritannien  | 14,9 s            |                   |
| DSQ   | Christos Mantikas | Griechenland    | 3 Hürden gerissen | 3 Hürden gerissen |

## Finale

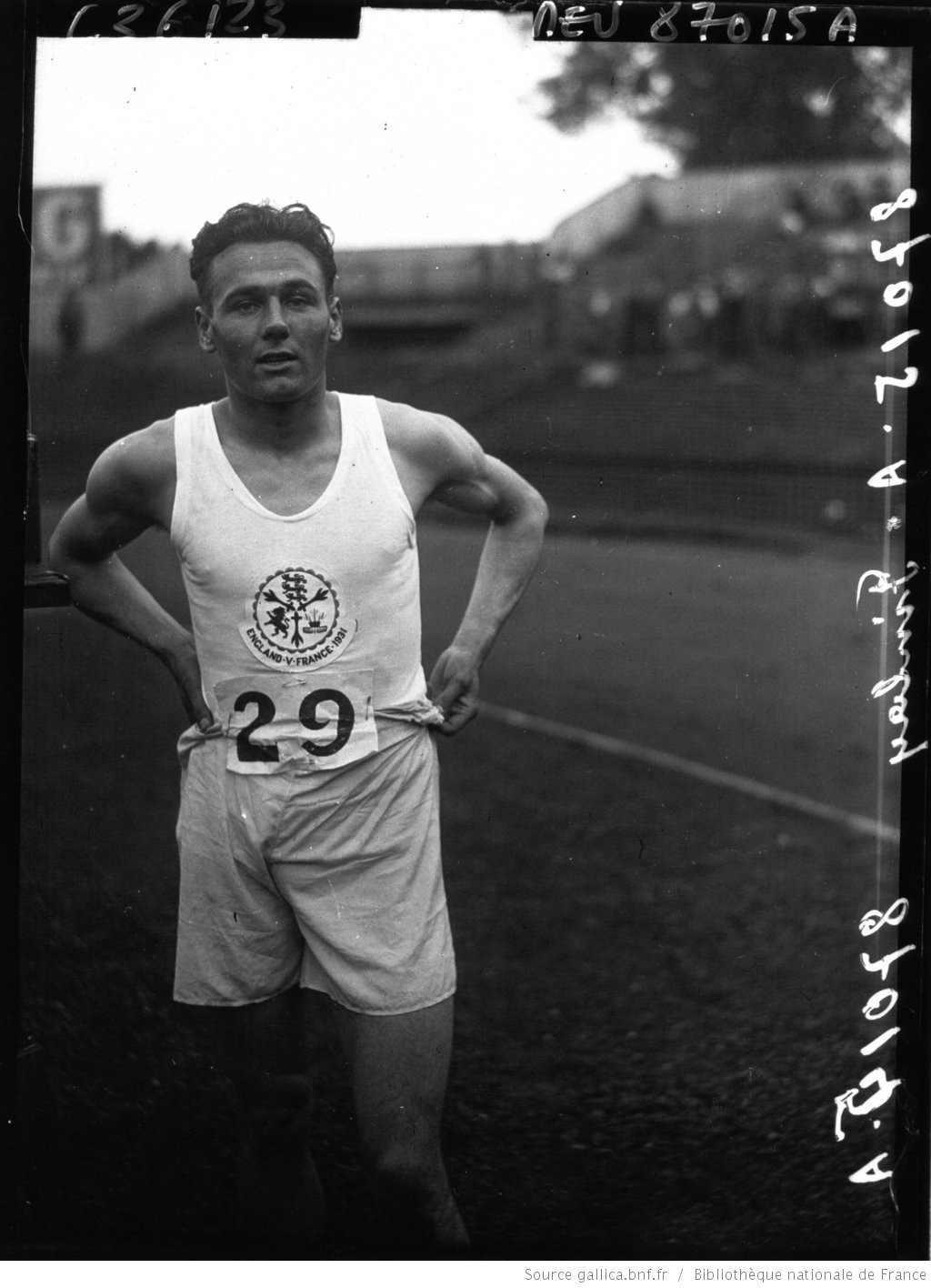
Bronzemedaillengewinner Don Finlay
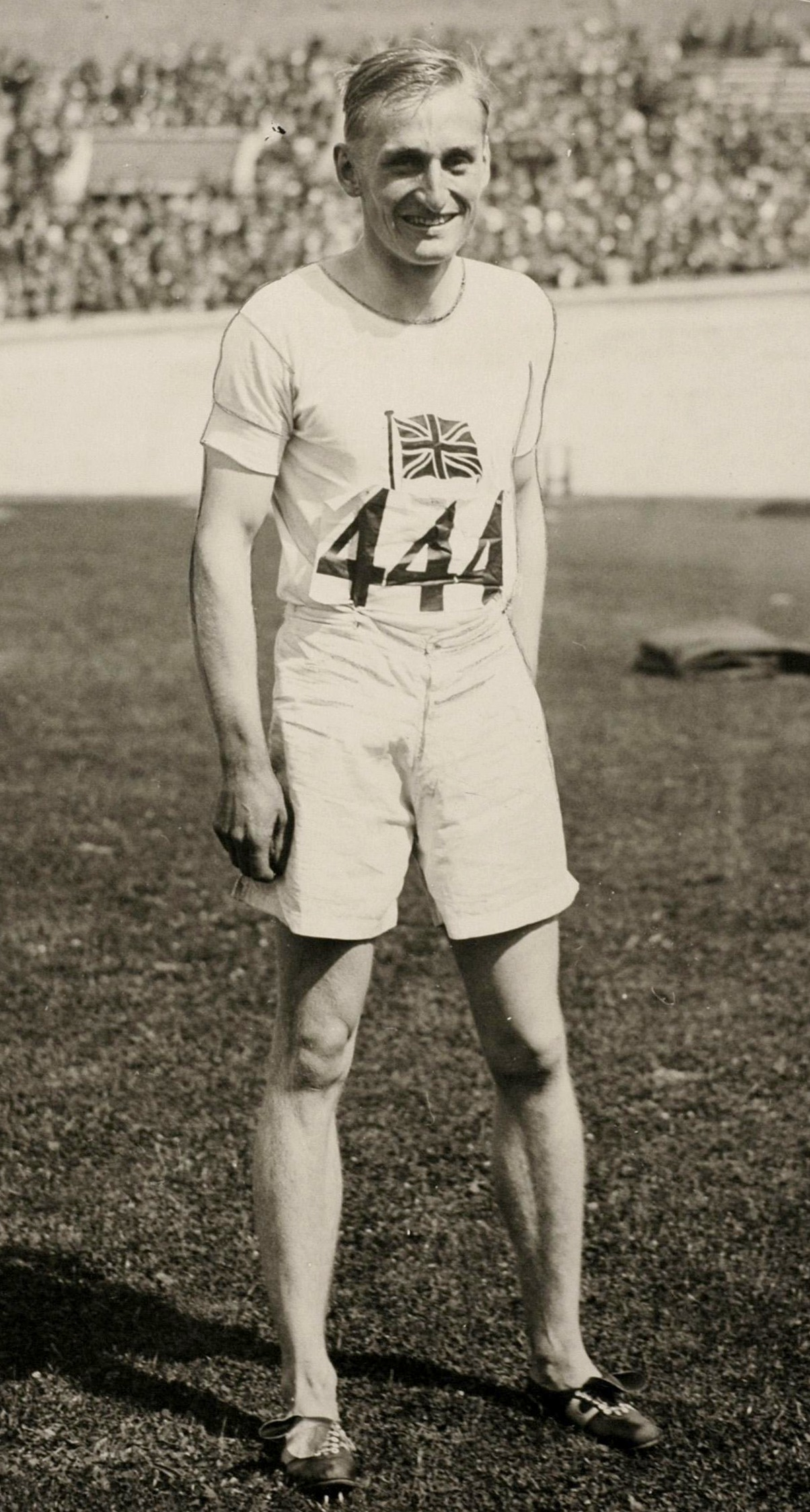
Lord David Burghley, 1928 Olympiasieger über 400 Meter Hürden, erreichte im Finale Platz fünf

Datum: 3. August 1932
| Platz | Name           | Nation          | Zeit   | Anmerkung             |
| ----- | -------------- | --------------- | ------ | --------------------- |
| 1     | George Saling  | USA             | 14,6 s | elektronisch: 14,57 s |
| 2     | Percy Beard    | USA             | 14,7 s | elektronisch: 14,69 s |
| 3     | Don Finlay     | Großbritannien  | 14,8 s | elektronisch: 14,74 s |
| 4     | Jack Keller    | USA             | 14,8 s | elektronisch: 14,81 s |
| 5     | David Burghley | Großbritannien  | 14,8 s | elektronisch: 14,83 s |
| DSQ   | Willi Welscher | Deutsches Reich |        |                       |

Die US-Läufer Jack Keller und George Saling galten als die Topfavoriten. Den schnellsten Start hatte Keller, doch an der fünften Hürde wurde er von Percy Beard eingeholt. Beard berührte die sechste Hürde, Saling zog nun an ihm vorbei und sicherte sich den Sieg. Bei der Siegerehrung wurden die drei US-amerikanischen Flaggen hochgezogen, Keller wurde zunächst auf Platz drei gesehen. Die genaue Auswertung des Zielfotos ergab dann allerdings, dass der Brite Donald Finlay vor Keller lag. Das Resultat wurde entsprechend offiziell korrigiert und Finlay erhielt die Bronzemedaille.
Zum ersten Mal blieben alle Finalisten unter der 15-Sekunden-Marke.
Für die USA war es der siebte Sieg im neunten olympischen Finale. Zugleich war es der fünfte Doppelsieg US-amerikanischer Hürdenläufer.

## Video
- LOS ANGELES X OLYMPIC GAMES 1932 TRACK & FIELD SILENT NEWSREEL 86554b MD, Bereich: 16:15 min bis 16:58 min, youtube.com, abgerufen am 4. Juli 2021